# Laurent Felicini
Œuvres principales
Les Indes dansantes(1751)
Les Chinois (1761)
Laurent Felicini est un danseur, chorégraphe et maître de ballet français du XVIIIe siècle.
Danseur à la Comédie-Italienne de Paris, il arrive à Bruxelles en 1759. Jusqu'en 1763, il donne plusieurs ballets, dont une reprise des Fêtes chinoises de Noverre, le 24 janvier 1761, sous le titre Les Chinois.
Rengagé à la Comédie-Italienne en mai 1763, il y reste jusqu'en avril 1765. Charles-Simon Favart écrit dans ses Mémoires : « Le Sr Felicini est très-bon ; on l'accuse d'être copiste de Noverre ; cela ne lui fait aucun tort. Ceux qui imiteront de plus près ce célèbre maître de ballets auront plus de droit à l'estime publique ».
C'est peut-être lui qui est premier danseur au Nouveau Théâtre de Marseille en 1791-1792.

## Œuvres
- 1751 : Les Indes dansantes, parodie des Indes galantes (Comédie-Italienne)
- 1759 : La Constance couronnée (Théâtre de la Monnaie)
- 1760 : L'Impromptu du cœur, Les Pierrots (Bruxelles, Théâtre de la Monnaie)
- 1761 : Les Perruquiers, Les Forgerons, Les Chinois, Les Adieux des matelots, Gilles barbouilleur, Les Fleurs, La Fête du moulin, La Halte des Croates, Nicodème, Le Jardin potager, Les Fêtes de Paphos, Colin Maillard (Bruxelles, Théâtre de la Monnaie)
- 1761 : Ballet des Pierrots (Comédie-Italienne)
- 1762 : Le Triomphe de la folie, Mars blessé par l'Amour Les Amours du dieu Pan pour la nymphe Syrinx (Bruxelles, Théâtre de la Monnaie)